# San Pedro Cajonos
San Pedro Cajonos es una localidad del estado mexicano de Oaxaca. Es cabecera del municipio de San Pedro Cajonos.

## Demografía
| Censo | Población |
| ----- | --------- |
| 1900  | 802       |
| 1910  | 822       |
| 1921  | 911       |
| 1930  | 867       |
| 1940  | 1083      |
| 1950  | 1255      |
| 1960  | 1287      |
| 1970  | 1276      |
| 1980  | 1346      |
| 1990  | 1283      |
| 1995  | 1301      |
| 2000  | 1157      |
| 2005  | 959       |
| 2010  | 1142      |
| 2020  | 1081      |